# (4901) Ó Briain
(4901) Ó Briain est un astéroïde de la ceinture principale.

## Description
(4901) O Briain est un astéroïde de la ceinture principale. Il fut découvert le 3 novembre 1988 à Yorii par Masaru Arai et Hiroshi Mori. Il présente une orbite caractérisée par un demi-grand axe de 2,27 UA, une excentricité de 0,19 et une inclinaison de 4,6° par rapport à l'écliptique.

## Compléments